# James Moore (Pokerspieler)
James Eugene Moore (* 1950 oder 1951) ist ein US-amerikanischer Pokerspieler. Er ist zweifacher Braceletgewinner der World Series of Poker.

## Persönliches
Moore stammt aus New Hope im US-Bundesstaat Pennsylvania und arbeitet dort als Radiologe. Er ist verheiratet.

## Pokerkarriere

### Werdegang
Moore reist regelmäßig nach Atlantic City und Philadelphia, um Poker zu spielen. Seine erste Geldplatzierung bei einem Live-Turnier erzielte er Ende Juni 2010 im Golden Nugget Las Vegas. Mitte Juni 2013 war der Amerikaner erstmals bei der World Series of Poker (WSOP) im Rio All-Suite Hotel and Casino am Las Vegas Strip erfolgreich und belegte bei der Seniors Championship den 149. Platz. Zur Teilnahme an diesem Turnier in der Variante No Limit Hold’em müssen Spieler mindestens 50 Jahre alt sein. Bei der WSOP 2016 gewann er die für Spieler ab 65 Jahren zugängliche Super Seniors Championship. Dafür setzte er sich gegen ein Feld von 1476 Teilnehmern durch und erhielt eine Siegprämie von rund 230.000 US-Dollar sowie ein Bracelet. Ein Jahr später wiederholte er diesen Erfolg bei der WSOP 2017 und entschied dasselbe Turnier erneut für sich. Moore ließ 1719 andere Spieler hinter sich und erhielt neben seinem zweiten Bracelet das bisher höchste Preisgeld seiner Karriere in Höhe von knapp 260.000 US-Dollar. Seitdem blieben größere Live-Turniererfolge aus. Während der COVID-19-Pandemie beendete er Ende Juli 2020 auf der Onlinepoker-Plattform WSOP.com das Senior’s Event der World Series of Poker Online als Zweiter und wurde mit knapp 40.000 US-Dollar ausbezahlt.
Insgesamt hat sich Moore mit Poker bei Live-Turnieren mehr als 600.000 US-Dollar erspielt.

### Braceletübersicht
Moore kam bei der WSOP 14-mal ins Geld und gewann zwei Bracelets:
| Jahr | Buy-in (in $) | Turnier                        | Teilnehmer | Preisgeld (in $) |
| ---- | ------------- | ------------------------------ | ---------- | ---------------- |
| 2016 | 1000          | Super Seniors No-Limit Hold’em | 1476       | 230.626          |
| 2017 | 1000          | Super Seniors No-Limit Hold’em | 1720       | 259.230          |